# Charles Fort (Irland)
Charles Fort  (irisch Dún Chathail) ist eine sternförmige Festung, die am südlichen Ende von Summer Cove an der Kinsale Bucht, Irland, direkt am Wasser liegt. Gegenüber dem Charles Fort liegt auf der anderen Seite der Bucht das James Fort.
Charles wurde auf einer Stelle gebaut, auf der früher eine Festung namens Ringcurran Castle stand. Diese war in der Belagerung von Kinsale 1601 von Bedeutung. Das Fort wurde in den 1670er- und 1680er-Jahren als sternförmige Festung unter der Leitung von Sir William Robinson gebaut, der auch das Royal Hospital Kilmainham in Dublin erstellt hat. Die sternförmige Anordnung wurde speziell dafür entworfen, Kanonenangriffen zu widerstehen.
Das Fort spielte während der Belagerung von Kinsale im Jahr 1690 im Wilhelminischen Krieg (1689–1691) eine wichtige Rolle. Jakob II. floh nach der verlorenen Schlacht am Boyne 1690 von Kinsale aus nach Frankreich. Nach der Belagerung wurde das Fort mehrere hundert Jahre lang als Kaserne der britischen Armee verwendet.
Nach dem Anglo-Irischen Vertrag wurde das Fort aufgegeben und 1922 während des Irischen Bürgerkriegs niedergebrannt. 1971 wurden die übrig gebliebenen Teile als Nationales Monument unter Schutz gestellt.
Heute kann das Fort, in dem auch ein kleines Museum steht, von der Öffentlichkeit besucht werden.

## Galerie

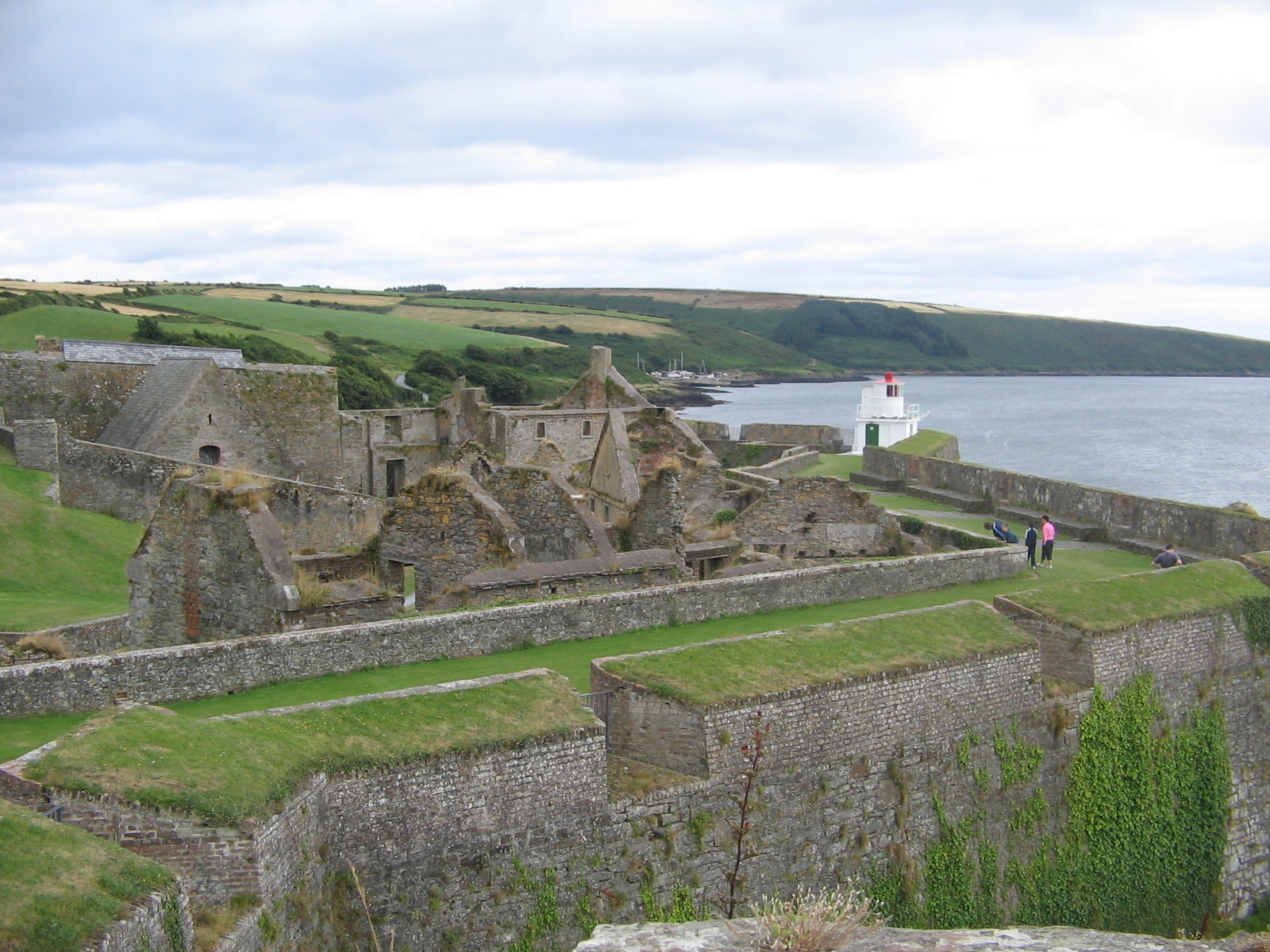
Befestigungen
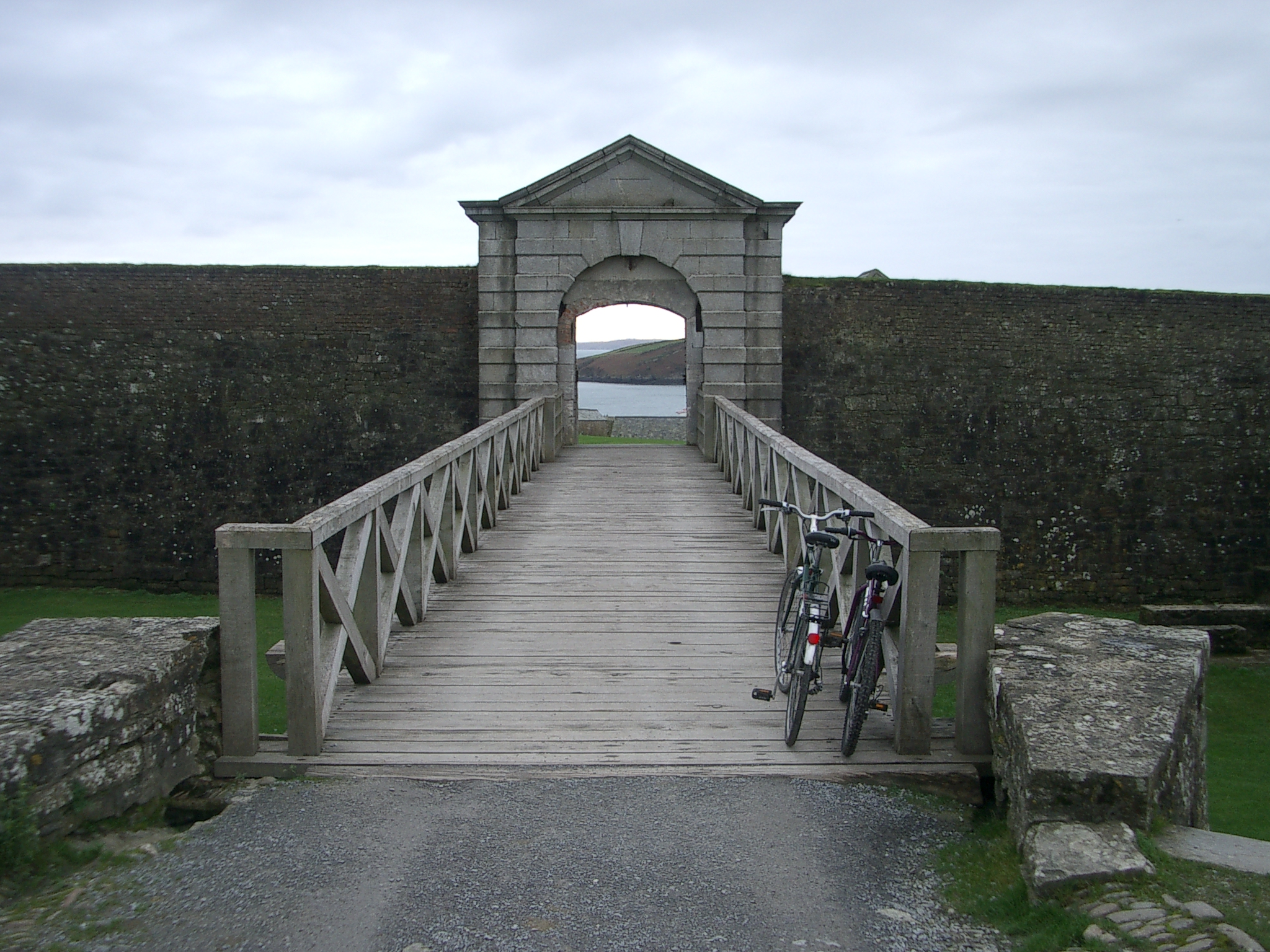
Eingang
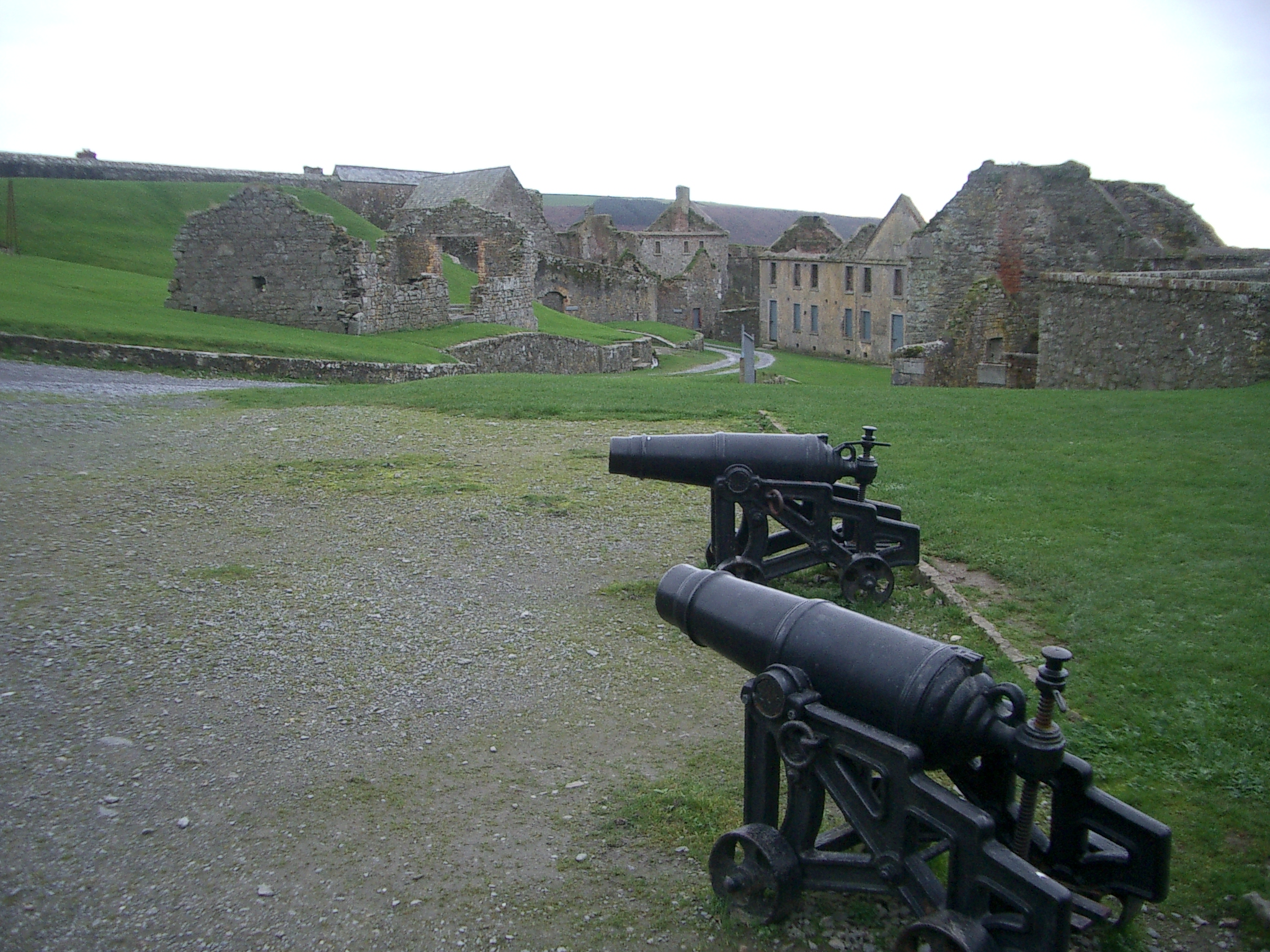
Kanonen innerhalb der Festung
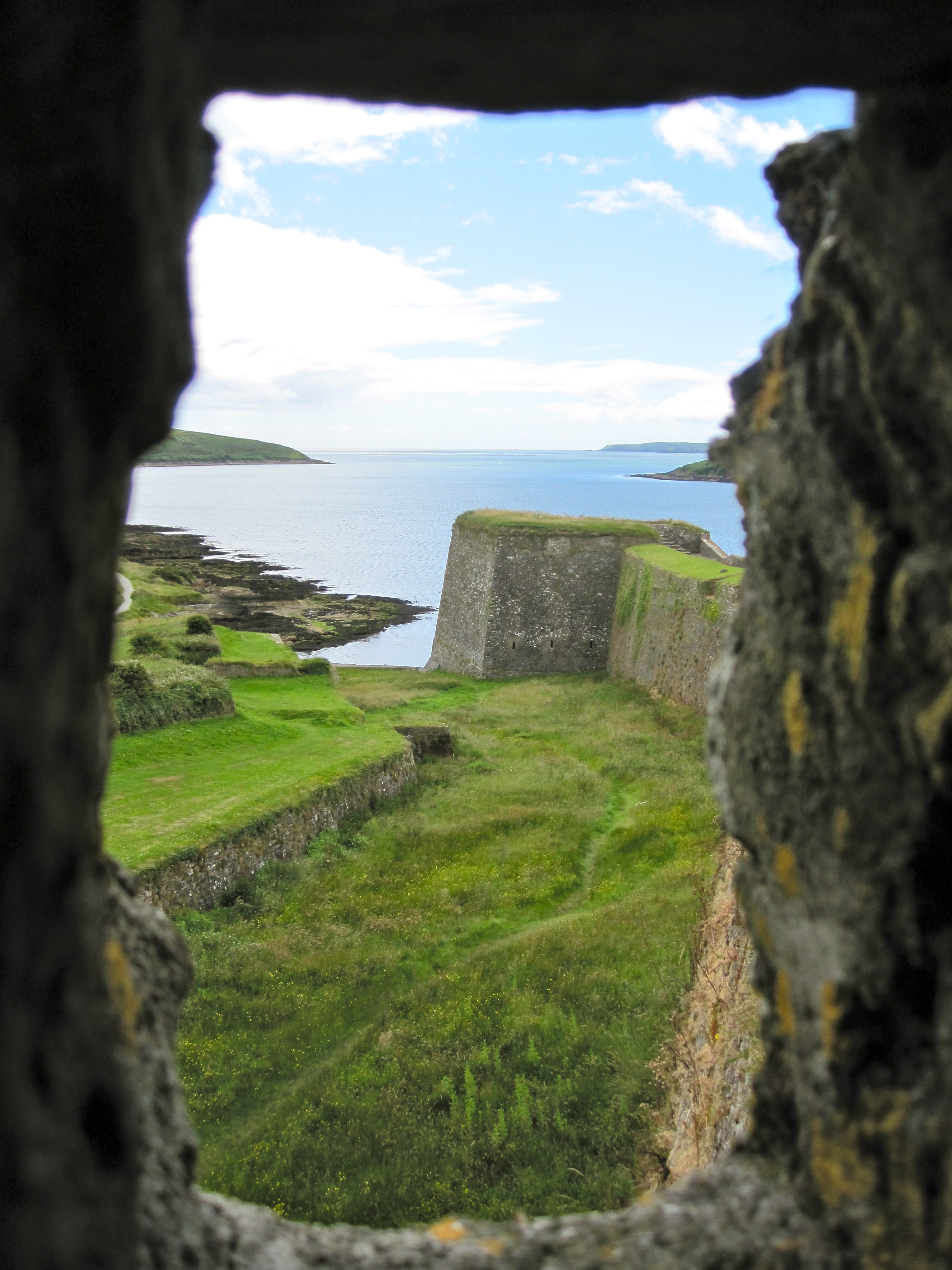
Aussicht aus einem Wachhaus